# Grammy Award for Best Musical Theater Album
Der Grammy Award for Best Musical Theater Album, auf Deutsch „Grammy-Auszeichnung für das beste Musical-Album“, ist ein Musikpreis, der seit 1959 von der amerikanischen Recording Academy im Bereich Musiktheater/Musical verliehen wird.

## Geschichte und Hintergrund
Die seit 1959 verliehenen Grammy Awards werden jährlich in zahlreichen Kategorien von der Recording Academy in den Vereinigten Staaten vergeben, um künstlerische Leistung, technische Kompetenz und hervorragende Gesamtleistung ohne Rücksicht auf die Album-Verkäufe oder Chart-Position zu würdigen.
Eine dieser Kategorien ist der Grammy Award for Best Musical Theater Album. Der Preis wird seit 1959 verliehen und geht an den Produzenten des Albums sowie an den Komponisten und Textschreiber des Werks. Voraussetzung ist, dass mindestens 51 % der Musik bisher noch nicht aufgenommen wurden.
Im Laufe der Jahre hat die Auszeichnung zahlreiche kleinere Namensänderungen erfahren:
- Im Jahr 1959 wurde der Preis unter der Bezeichnung Best Original Cast Album (Broadway or TV) verliehen
- 1960 hieß Best Broadway Show Album
- 1961 nannte er sich Best Show Album (Original Cast)
- Von 1962 bis 1963 wurde er als Best Original Cast Show Album vergeben
- Von 1964 bis 1973 war die Bezeichnung Best Score From an Original Cast Show Album
- Von 1974 bis 1975 wurde der Preis Best Score From the Original Cast Show Album genannt
- Von 1976 bis 1986 lautete die Bezeichnung Best Cast Show Album
- Von 1987 bis 1991 trug die Auszeichnung den Namen Best Musical Cast Show Album
- Von 1992 bis 2011 erfolgte die Vergabe unter der Bezeichnung Best Musical Show Album
- Seit 2012 wird der aktuelle Name Best Musical Theater Album verwendet.[4]

## Gewinner und Nominierte
| Jahr                 | Gewinner | Nationalität                | Werk                                               | Nominierte | Bild des/der Gewinner(s)                                      |
| -------------------- | --- | --------------------------- | -------------------------------------------------- | --- | ------------------------------------------------------------- |
| 1959                 | Meredith Willson (Musicalkomponist und -texter) | Vereinigte Staaten          | The Music Man                                      | - Flower Drum Song – Richard Rodgers (Musicalkomponist und -texter) - The Music from Peter Gunn – Henry Mancini (Musicalkomponist und -texter) - Sound of Jazz, Seven Lively Arts – Count Basie, Billie Holiday und andere - Victory at Sea, Vol. 2 – RCA Victor Symphony |                                                               |
| 1960                 | Ethel Merman (Künstler) | Vereinigte Staaten          | Gypsy                                              | - Ages of Man – John Gielgud (Künstler) - Once Upon a Mattress – Hal Hastings (Dirigent) - A Party with Betty Comden and Adolph Green – Betty Comden und Adolph Green (Künstler) |                                                               |
| 1960                 | Gwen Verdon (Künstler) | Vereinigte Staaten          | Redhead                                            | - Ages of Man – John Gielgud (Künstler) - Once Upon a Mattress – Hal Hastings (Dirigent) - A Party with Betty Comden and Adolph Green – Betty Comden und Adolph Green (Künstler) |                                                               |
| 1961                 | Oscar Hammerstein II und Richard Rodgers (Musicalkomponist und -texter) | Vereinigte Staaten          | The Sound of Music                                 | - Bye Bye Birdie – Charles Strouse und Lee Adams (Musicalkomponist und -texter) - Camelot – Alan Jay Lerner und Frederick Loewe (Musicalkomponist und -texter) - Fiorello! – Jerry Bock und Sheldon Harnick (Musicalkomponist und -texter) - The Unsinkable Molly Brown – Meredith Willson (Musicalkomponist und -texter) |                                                               |
| 1962                 | Frank Loesser (Musicalkomponist und -texter) | Vereinigte Staaten          | How to Succeed in Business Without Really Trying   | - Carnival – Bob Merrill - Do Re Mi – Jule Styne, Betty Comden und Adolph Green (Musicalkomponist und -texter) - Milk and Honey – Jerry Herman (Musicalkomponist und -texter) - Wildcat – Cy Coleman und Carolyn Leigh (Musicalkomponist und -texter) |                                                               |
| 1963                 | Richard Rodgers (Musicalkomponist und -texter) | Vereinigte Staaten          | No Strings                                         | - Beyond the Fringe – Dudley Moore (Musicalkomponist und -texter) - A Funny Thing Happened on the Way to the Forum – Stephen Sondheim (Musicalkomponist und -texter) - Oliver! – Lionel Bart (Musicalkomponist und -texter) - Stop the World, I Want to Get Off – Leslie Bricusse, Anthony Newley (Musicalkomponist und -texter) |                                                               |
| 1964                 | Jerry Bock und Sheldon Harnick (Musicalkomponist und -texter) | Vereinigte Staaten          | She Loves Me                                       | - 110 in the Shade – Harvey Schmidt, Tom Jones (Musicalkomponist und -texter) - Jennie – Arthur Schwartz, Howard Dietz (Musicalkomponist und -texter) - Tovarich – Lee Pockriss, Anne Croswell (Musicalkomponist und -texter) |                                                               |
| 1965                 | Bob Merrill und Jule Styne (Musicalkomponist und -texter) | Vereinigte Staaten          | Funny Girl                                         | - Fiddler on the Roof – Jerry Bock und Sheldon Harnick (Musicalkomponist und -texter) - High Spirits – Hugh Martin und Timothy Gray (Musicalkomponist und -texter) - Hello, Dolly! – Jerry Herman (Musicalkomponist und -texter) - What Makes Sammy Run? – Ervin Drake (Musicalkomponist und -texter) |                                                               |
| 1966                 | Alan J. Lerner und Burton Lane (Musicalkomponist und -texter) | Vereinigte Staaten          | On a Clear Day You Can See Forever                 | - Bajour – Walter Marks (Musicalkomponist und -texter) - Baker Street – Marian Grudeff und Raymond Jessell (Musicalkomponist und -texter) - Do I Hear a Waltz? – Richard Rodgers und Stephen Sondheim (Musicalkomponist und -texter) - Half a Sixpence – David Heneker (Musicalkomponist und -texter) |                                                               |
| 1967                 | Jerry Herman (Musicalkomponist und -texter) | Vereinigte Staaten          | Mame                                               | - The Apple Tree – Jerry Bock und Sheldon Harnick (Musicalkomponist und -texter) - Man of La Mancha – Mitch Leigh und Joe Darion (Musicalkomponist und -texter) - Skyscraper – Jimmy Van Heusen und Sammy Cahn (Musicalkomponist und -texter) - Sweet Charity – Cy Coleman und Dorothy Fields (Musicalkomponist und -texter) |                                                               |
| 1968                 | Fred Ebb und John Kander (Musicalkomponist und -texter) Goddard Lieberson (Produzent) | Vereinigte Staaten          | Cabaret                                            | - Hallelujah, Baby! – Jule Styne, Betty Comden und Adolph Green (Musicalkomponist und -texter) - I Do! I Do! – Harvey Schmidt und Tom Jones (Musicalkomponist und -texter) - Walking Happy – Sammy Cahn und Jimmy Van Heusen (Musicalkomponist und -texter) - You’re a Good Man, Charlie Brown – Clark Gesner (Musicalkomponist und -texter) |                                                               |
| 1969                 | Galt MacDermot, Gerome Ragni und James Rado (Musicalkomponist und -texter) Andy Wiswell (Produzent) | Kanada Vereinigte Staaten   | Hair                                               | - George M! – George M. Cohan (Musicalkomponist und -texter) - The Happy Time – Fred Ebb und John Kander (Musicalkomponist und -texter) - Jacques Brel Is Alive and Well and Living in Paris – Jacques Brel (Musicalkomponist und -texter) - Your Own Thing – Hal Hester und Danny Apolinar (Musicalkomponist und -texter) |                                                               |
| 1970                 | Burt Bacharach und Hal David (Musicalkomponist und -texter) Henry Jerome und Phil Ramone (Produzenten) | Vereinigte Staaten          | Promises, Promises                                 | - 1776 – Sherman Edwards (Musicalkomponist und -texter) - Dames at Sea – George Haimsohn, Rubin Miller, Jim J. Wise (Musicalkomponist und -texter) - Oh! Calcutta! – Robert Dennis, Stanley Walden, Peter Schickele (Musicalkomponist und -texter) - Zorba – John Kander und Fred Ebb (Musicalkomponist und -texter) |                                                               |
| 1971                 | Stephen Sondheim (Musicalkomponist und -texter) Thomas Z. Shepard (Produzent) | Vereinigte Staaten          | Company                                            | - Applause – Charles Strouse und Lee Adams (Musicalkomponist und -texter) - Coco – Alan Jay Lerner und André Previn (Musicalkomponist und -texter) - Joy – Oscar Brown, Jr., Jean Pace und Sivuca (Musicalkomponist und -texter) - Purlie – Gary Geld und Peter Udell (Musicalkomponist und -texter) |                                                               |
| 1972                 | Stephen Schwartz (Musicalkomponist und -texter) Stephen Schwartz (Produzent) | Vereinigte Staaten          | Godspell                                           | - Follies – Stephen Sondheim (Musicalkomponist und -texter) - The Rothschilds – Jerry Bock und Sheldon Harnick (Musicalkomponist und -texter) - Touch – Kenn Long und Jim Crozier (Musicalkomponist und -texter) - Two by Two – Richard Rodgers und Martin Charnin (Musicalkomponist und -texter) |                                                               |
| 1973                 | Micki Grant (Musicalkomponist und -texter) Jerry Ragavoy (Produzent) | Vereinigte Staaten          | Don’t Bother Me, I Can’t Cope                      | - Ain't Supposed to Die a Natural Death – Melvin Van Peebles (Musicalkomponist und -texter) - Grease – Warren Casey und Jim Jacobs (Musicalkomponist und -texter) - Sugar – Jule Styne und Bob Merrill (Musicalkomponist und -texter) - Two Gentlemen of Verona – John Guare und Galt MacDermot (Musicalkomponist und -texter) |                                                               |
| 1974                 | Stephen Sondheim (Musicalkomponist und -texter) Goddard Lieberson (Produzent) | Vereinigte Staaten          | A Little Night Music                               | - Cyrano – Anthony Burgess und Michael J. Lewis (Musicalkomponist und -texter) - The Man from the East – Stomu Yamashita (Musicalkomponist und -texter) - Pippin – Stephen Schwartz (Musicalkomponist und -texter) - Seesaw – Cy Coleman und Dorothy Fields (Musicalkomponist und -texter) |                                                               |
| 1975                 | Judd Woldin und Robert Brittan (Musicalkomponist und -texter) Thomas Z. Shepard (Produzent) | Vereinigte Staaten          | Raisin                                             | - Let My People Come – Earl Wilson Jr. (Musicalkomponist und -texter); Phil Oesterman (Produzent) - Over Here! – Richard M. Sherman und Robert B. Sherman (Musicalkomponist und -texter) - The Magic Show – Stephen Schwartz (Musicalkomponist und -texter) - The Rocky Horror Show – Richard O’Brien (Musicalkomponist und -texter) |                                                               |
| 1976                 | Charlie Smalls (Musicalkomponist und -texter) Jerry Wexler (Produzent) | Vereinigte Staaten          | The Wiz                                            | - Chicago – John Kander und Fred Ebb (Musicalkomponist und -texter) - A Chorus Line – Marvin Hamlisch (Musicalkomponist und -texter) - A Little Night Music – Stephen Sondheim (Musicalkomponist und -texter) - Shenandoah – Gary Geld und Peter Udell (Musicalkomponist und -texter) |                                                               |
| 1977                 | Hugo Peretti und Luigi Creatore (Produzenten) | Vereinigte Staaten          | Bubbling Brown Sugar                               | - My Fair Lady - Pacific Overtures - Rex - Side by Side by Sondheim |                                                               |
| 1978                 | Charles Strouse und Martin Charnin (Musicalkomponist und -texter) Charles Strouese und Larry Morton (Produzenten) | Vereinigte Staaten          | Annie                                              | - Guys and Dolls - I Love My Wife – Cy Coleman und Michael Stewart (Musicalkomponist und -texter) - Starting Here, Starting Now – Richard Maltby Jr. und David Shire (Musicalkomponist und -texter) - Your Arms Too Short to Box with God – Micki Grant und Alex Bradford (Musicalkomponist und -texter) |                                                               |
| 1979                 | Thomas Z. Shepard (Produzent) | Vereinigte Staaten          | Ain’t Misbehavin’                                  | - Beatlemania - The Best Little Whorehouse in Texas - The King and I - On the Twentieth Century |                                                               |
| 1980                 | Stephen Sondheim (Musicalkomponist und -texter) Thomas Z. Shepard (Produzent) | Vereinigte Staaten          | Sweeney Todd                                       | - Ballroom - The Grand Tour - I’m Getting My Act Together and Taking It on the Road - They’re Playing Our Song |                                                               |
| 1981                 | Andrew Lloyd Webber und Tim Rice (Musicalkomponist und -texter) Andrew Lloyd Webber und Tim Rice (Produzenten) | Vereinigtes Königreich      | Evita                                              | - Barnum - A Day in Hollywood / A Night in the Ukraine - Oklahoma! - One Mo’ Time |                                                               |
| 1982                 | Quincy Jones (Produzent) | Vereinigte Staaten          | Lena Horne: The Lady and Her Music                 | - 42nd Street - The Pirates of Penzance - Sophisticated Ladies - Woman of the Year |                                                               |
| 1983                 | Henry Krieger und Tom Eyen (Musicalkomponist und -texter) David Foster (Produzent) | Vereinigte Staaten          | Dreamgirls (Musical)                               | - Cats (Original London Cast Recording) - Joseph and the Amazing Technicolor Dreamcoat - Merrily We Roll Along - Nine |                                                               |
| 1984                 | Andrew Lloyd Webber (Produzent) | Vereinigtes Königreich      | Cats                                               | - La Cage aux Folles - Little Shop of Horrors - On Your Toes - Zorba |                                                               |
| 1985                 | Stephen Sondheim (Musicalkomponist und -texter) Thomas Z. Shepard (Produzent) | Vereinigte Staaten          | Sunday in the Park with George                     | - Doonesbury - My One and Only - A Stephen Sondheim Evening - Sugar Babies |                                                               |
| 1986                 | John McClure (Produzent) | Vereinigte Staaten          | West Side Story                                    | - Big River: The Adventures of Huckleberry Finn - Leader of the Pack - The Tap Dance Kid - Very Warm for May |                                                               |
| 1987                 | Thomas Z. Shepard (Produzent) | Vereinigte Staaten          | Follies in Concert                                 | - Me and My Girl - The Mystery of Edwin Drood - Song and Dance - Sweet Charity |                                                               |
| 1988                 | Claude-Michel Schönberg und Herbert Kretzmer (Musicalkomponist und -texter) Alain Boublil und Claude-Michel Schönberg (Produzenten) | Frankreich Südafrika        | Les Misérables                                     | - Me and My Girl - My Fair Lady - The Phantom of the Opera - South Pacific |                                                               |
| 1989                 | Stephen Sondheim (Musicalkomponist und -texter) Jay David Saks (Produzent) | Vereinigte Staaten          | Into the Woods                                     | - Anything Goes - Chess - Of Thee I Sing/Let ’Em Eat Cake - Show Boat |                                                               |
| 1990                 | Jay David Saks (Produzent) | Vereinigte Staaten          | Jerome Robbins’ Broadway                           | - Aspects of Love - Broadway the Hard Way – Frank Zappa (Produzent) - Sarafina! - Pacific Overtures |                                                               |
| 1991                 | David Caddick (Produzent) | Vereinigte Staaten          | Les Misérables: The Complete Symphonic Recording   | - Anything Goes - Black and Blue - City of Angels - Gypsy |                                                               |
| 1992                 | Cy Coleman, Adolph Green und Betty Comden (Musicalkomponist und -texter) Cy Coleman und Mike Berniker (Produzent) | Vereinigte Staaten          | The Will Rogers Follies                            | - Assassins - Into the Woods - Kiss Me, Kate - The Music Man |                                                               |
| 1993                 | Jay David Saks (Produzent) | Vereinigte Staaten          | Guys and Dolls - The New Broadway Cast Recording   | - Crazy for You - Jelly’s Last Jam - The King and I - The Secret Garden |                                                               |
| 1994                 | Pete Townshend (Musicalkomponist und -texter) George Martin (Produzent) | Vereinigtes Königreich      | The Who’s Tommy                                    | - On the Town - Joseph and the Amazing Technicolor Dreamcoat - Kiss of the Spider Woman - Sondheim: A Celebration at Carnegie Hall |                                                               |
| 1995                 | Stephen Sondheim (Musicalkomponist und -texter) Phil Ramone (Produzent) | Vereinigte Staaten          | Passion                                            | - Beauty and the Beast - Carousel - Crazy for You - Sunset Boulevard |                                                               |
| 1996                 | Arif Mardin, Jerry Leiber und Mike Stoller (Produzenten) | Türkei Vereinigte Staaten   | Smokey Joe’s Cafe: The Songs of Leiber and Stoller | - Anyone Can Whistle: Live at Carnegie Hall - Hello, Dolly! - How to Succeed in Business Without Really Trying - Kiss of the Spider Woman |                                                               |
| 1997                 | Bill Whelan (Musicalkomponist und -texter) Bill Whelan (Produzent) | Irland                      | Riverdance                                         | - Bring in ’da Noise, Bring in ’da Funk - A Funny Thing Happened on the Way to the Forum (1996 Broadway Cast) - Rent - Victor/Victoria |                                                               |
| 1998                 | Jay David Saks (Produzent) | Vereinigte Staaten          | Chicago: The Musical (1996 Broadway Revival Cast)  | - Jekyll and Hyde – Karl Richardson und Frank Wildhorn (Musicalkomponist und -texter) - The Life – Cy Coleman und Ira Gasman (Musicalkomponist und -texter); Mike Berniker & Cy Coleman (Produzenten) - Songs from Ragtime: The Musical (1996 Concept Album) – Stephen Flaherty und Lynn Ahrens (Musicalkomponist und -texter); Jay David Saks (Produzent) - Titanic – Maury Yeston (Musicalkomponist und -texter); Tommy Krasker und Maury Yeston (Produzenten) |                                                               |
| 1999                 | Mark Mancina (Produzent) | Vereinigte Staaten          | The Lion King                                      | - Cabaret (New Broadway Cast) – Jay David Saks (Produzent) - Chicago: The Musical (1998 London Cast) – Thomas Z. Shepard (Produzent) - Ragtime (1998 Original Broadway Cast) – Jay David Saks (Produzent) - The Wizard of Oz (1998 Cast Recording) – Robert Sher (Produzent) |                                                               |
| 2000                 | John McDaniel und Stephen Ferrera (Produzenten) | Vereinigte Staaten          | Annie Get Your Gun (The New Broadway Cast)         | - Footloose – Tommy Krasker und Tom Snow (Produzenten) - Fosse – Jay David Saks (Produzent) - Hedwig and the Angry Inch (Original Cast) – Stephen Trask (Musicalkomponist und -texter); Brad Wood (Produzent) - You’re a Good Man, Charlie Brown (The New Broadway Cast) – Andrew Lippa (Produzent) |                                                               |
| 2001                 | Elton John und Tim Rice (Musicalkomponist und -texter) Chris Montan, Frank Filipetti, Guy Babylon und Paul Bogaev (Produzenten) Frank Filipetti (Toningenieur) | Vereinigtes Königreich      | Elton John and Tim Rice’s Aida                     | - Kiss Me, Kate (New Broadway Cast) – Hugh Fordin, Paul Gemignani und Don Sebesky (Produzenten) - The Music Man (New Broadway Cast) – Hugh Fordin (Produzent) - Swing! – Steven Epstein (Produzent) - The Wild Party – John LaChiusa (Musicalkomponist und -texter); Phil Ramone (Produzent) |                                                               |
| 2002                 | Mel Brooks (Musicalkomponist und -texter) Hugh Fordin (Produzent) Cynthia Daniels (Toningenieur) | Vereinigte Staaten          | The Producers                                      | - The Full Monty: The Broadway Musical – David Yazbek (Musicalkomponist und -texter); Billy Straus, David Yazbek und Ted Sperling (Produzenten) - Mamma Mia! The Musical – Benny Andersson & Björn Ulvaeus (Musicalkomponist und -texter); Nicholas Gilpin und Martin Koch (Produzenten) - Seussical the Musical – Stephen Flaherty, Lynn Aherns und Dr. Seuss (Musicalkomponist und -texter); Phil Ramone (Produzent) - Sweeney Todd: Live at the New York Philharmonic – Stephen Sondheim (Musicalkomponist und -texter); Tommy Krasker und Lawrence L. Rock (Produzenten) |                                                               |
| 2003                 | Marc Shaiman und Scott Wittman (Musicalkomponist und -texter) Marc Shaiman (Produzent) Pete Karam (Toningenieur) | Vereinigte Staaten          | Hairspray                                          | - Elaine Stritch at Liberty – Hugh Fordin (Produzent) - Guys and Dolls (50th Anniversary Cast) – Hugh Fordin (Produzent) - Into the Woods (2002 Broadway Revival Cast) – Steven Epstein (Produzent) - Thoroughly Modern Millie – Jeanine Tesori und Dick Scanlan (Musicalkompo-nist und -texter); Jay David Saks (Produzent) |                                                               |
| 2004                 | Jay David Saks (Produzent) Ken Hahn, Todd Whitelock und Tom Lazarus (Toningenieure) | Vereinigte Staaten          | Gypsy: A Musical Fable                             | - Flower Drum Song - Man of La Mancha - Movin’ Out - Nine |                                                               |
| 2005                 | Stephen Schwartz (Musicalkomponist und -texter) Stephen Schwartz (Produzent) Frank Filipetti (Toningenieur) | Vereinigte Staaten          | Wicked                                             | - Assassins - Avenue Q: The Musical - The Boy From Oz - Wonderful Town |                                                               |
| 2006                 | Eric Idle und John Du Prez (Musicalkomponist und -texter) Eric Idle und John Du Prez (Produzent) Frank Filipetti (Toningenieur) | Vereinigtes Königreich      | Monty Python’s Spamalot                            | - Dirty Rotten Scoundrels - Hair - The Light in the Piazza - The 25th Annual Putnam County Spelling Bee |                                                               |
| 2007                 | Robert Gaudio (Produzent) Pete Karam (Toningenieur) | Vereinigte Staaten          | Jersey Boys                                        | - The Color Purple - The Drowsy Chaperone - The Pajama Game - Sweeney Todd |                                                               |
| 2008                 | Duncan Sheik und Steven Sater (Musicalkomponist und -texter) Duncan Sheik (Produzent) Michael Tudor (Toningenieure) | Vereinigte Staaten          | Spring Awakening                                   | - A Chorus Line - Company - Grey Gardens - West Side Story |                                                               |
| 2009                 | Lin-Manuel Miranda (Musicalkomponist und -texter) Alex Lacamoire, Andres Levin, Bill Sherman, Joel W. Moss, Kurt Deutsch und Lin-Manuel Miranda (Produzenten) Joel W. Moss und Tim Latham (Toningenieure) | Vereinigte Staaten          | In the Heights                                     | - Gypsy - The Little Mermaid - South Pacific - Young Frankenstein: The Musical |                                                               |
| 2010                 | David Caddick und David Lai (Produzenten) Todd Whitelock (Toningenieur) | Vereinigte Staaten          | West Side Story (New Broadway Cast Recording)      | - Ain’t Misbehavin’ - Hair - 9 to 5: The Musical - Shrek the Musical |                                                               |
| 2011                 | Billie Joe Armstrong (Produzent) Chris Dugan und Chris Lord-Alge (Toningenieure) | Vereinigte Staaten          | American Idiot (featuring Green Day)               | - Fela! – Robert Sher (Produzent) - A Little Night Music – Tommy Krasker (Produzent) - Promises, Promises – David Caddick und David Lai (Produzenten) - Sondheim on Sondheim – Philip Chaffin und Tommy Krasker (Produzenten) |                                                               |
| 2012                 | Andrew Rannells und Josh Gad (Künstler) Matt Stone, Robert Lopez und Trey Parker (Musicalkomponist und -texter) Anne Garefino, Matt Stone, Robert Lopez, Scott Rudin, Stephen Oremus und Trey Parker (Produzenten) Frank Filipetti (Toningenieur) | Vereinigte Staaten          | The Book of Mormon                                 | - Anything Goes (New Broadway Cast Recording) – Sutton Foster und Joel Grey (Solisten); Rob Fisher, James Lowe und Joel Moss (Produzenten) - How to Succeed in Business Without Really Trying (2011 Broadway Cast) – John Larroquette und Daniel Radcliffe (Solisten); Robert Sher (Produzent) |                                                               |
| 2013                 | Steve Kazee und Cristin Milioti (Solisten) Steven Epstein und Martin Lowe (Produzenten) Richard King (Toningenieur) | Vereinigte Staaten          | Once: A New Musical                                | - Follies – Danny Burstein, Jan Maxwell, Elaine Paige, Bernadette Peters und Ron Raines (Solisten); Philip Chaffin und Tommy Krasker (Produzenten) - The Gershwins’ Porgy & Bess – David Alan Grier, Norm Lewis und Audra McDonald (Solisten); Tommy Krasker (Produzent) - Newsies – Jeremy Jordan und Kara Lindsay (Solisten); Frank Filipetti, Michael Kosarin, Alan Menken und Chris Montan (Produzenten) - Nice Work If You Can Get It – Matthew Broderick und Kelli O’Hara (Solisten); David Chase, Bill Elliott und Robert Sher (Produzenten) |                                                               |
| 2014                 | Billy Porter und Stark Sands (Solisten) Cyndi Lauper (Musicalkomponist und -texter) Sammy James, Jr., Cyndi Lauper, Stephen Oremus und William Wittman (Produzenten) Derik Lee und William Wittman (Toningenieure) | Vereinigte Staaten          | Kinky Boots                                        | - Matilda: The Musical – Bertie Carvel, Sophia Gennusa, Oona Laurence, Bailey Ryon, Milly Shapiro und Lauren Ward (Solisten); Tim Minchin (Musicalkomponist und -texter); Michael Croiter, Van Dean und Chris Nightingale (Produzenten) - Motown: The Musical – Brandon Victor Dixon und Valisia LeKae (Solisten); Frank Filipetti und Ethan Popp (Produzenten) |                                                               |
| 2015                 | Jessie Mueller (Solist) Jason Howland, Steve Sidwell und Billy Jay Stein (Produzenten) | Vereinigte Staaten          | Beautiful: The Carole King Musical                 | - Aladdin – James Monroe Iglehart, Adam Jacobs und Courtney Reed (Solisten); Frank Filipetti, Michael Kosarin, Alan Menken und Chris Montan (Produzenten) - A Gentleman’s Guide to Love & Murder – Jefferson Mays und Bryce Pinkham (Solisten); Kurt Deutsch und Joel W. Moss, (Produzenten); Steven Lutvak und Robert L. Freedman (Musicalkomponist und -texter) - Hedwig and the Angry Inch – Lena Hall und Neil Patrick Harris (Solisten); Justin Craig, Tim O’Heir und Stephen Trask (Produzenten) - West Side Story – Cheyenne Jackson und Alexandra Silber (Solisten); Michael Tilson Thomas und Jack Vad (Produzenten) |                                                               |
| 2016                 | Daveed Diggs, Renée Elise Goldsberry, Jonathan Groff, Christopher Jackson, Jasmine Cephas Jones, Lin-Manuel Miranda, Leslie Odom Jr., Okieriete Onaodowan, Anthony Ramos und Phillipa Soo (Solisten) Lin-Manuel Miranda (Musicalkomponist und -texter) Alex Lacamoire, Lin-Manuel Miranda, Bill Sherman, Ahmir Thompson und Tarik Trotter (Produzenten) | Vereinigte Staaten          | Hamilton                                           | - An American in Paris – Leanne Cope, Max von Essen, Robert Fairchild, Jill Paice und Brandon Uranowitz (Solisten); Rob Fisher und Scott Lehrer (Produzenten) - Fun Home – Michael Cerveris, Judy Kuhn, Sydney Lucas, Beth Malone und Emily Skeggs (Solisten); Philip Chaffin und Tommy Krasker (Produzenten) - The King and I – Ruthie Ann Miles, Kelli O’Hara, Ashley Park, Conrad Ricamora und Ken Watanabe (Solisten); David Lai und Ted Sperling (Produzenten) - Something Rotten! – Heidi Blickenstaff, Christian Borle, John Cariani, Brian d’Arcy James, Brad Oscar und Kate Reinders (Solisten); Kurt Deutsch, Karey Kirkpatrick, Wayne Kirkpatrick, Lawrence Manchester, Kevin McCollum und Phil Reno (Produzenten); Karey Kirkpatrick und Wayne Kirkpatrick (Musicalkompo-nist und -texter) |                                                               |
| 2017                 | Danielle Brooks, Cynthia Erivo und Jennifer Hudson (Solisten) Stephen Bray, Van Dean, Frank Filipetti, Roy Furman, Scott Sanders und Jhett Tolentino (Produzenten) | Vereinigte Staaten          | The Color Purple (New Broadway Cast)               | - Bright Star (Original Broadway Cast) – Carmen Cusack (Solist); Jay Alix, Peter Asher und Una Jackman (Produzenten); Steve Martin und Edie Brickell (Musicalkomponist und -texter) - Fiddler on the Roof (2016 Broadway Cast) – Danny Burstein (Solist); Louise Gund, David Lai und Ted Sperling (Produzenten) - Kinky Boots (Original West End Cast) – Killian Donnelly und Matt Henry (Solisten); Sammy James, Jr., Cyndi Lauper, Stephen Oremus und William Wittman (Produzenten) - Waitress (Original Broadway Cast) – Jessie Mueller (Solist); Neal Avron, Sara Bareilles und Nadia DiGiallonardo (Produzenten); Sara Bareilles (Musicalkompo-nist und -texter) |                                                               |
| 2018                 | Laura Dreyfuss, Mike Faist, Rachel Bay Jones, Kristolyn Lloyd, Michael Park, Ben Platt, Will Roland und Jennifer Laura Thompson (Solisten) Pete Ganbarg, Alex Lacamoire, Stacey Mindich, Benj Pasek und Justin Paul (Produzenten) Pasek und Paul (Musicalkomponist und -texter)                                                                         | Vereinigte Staaten          | Dear Evan Hansen (Original Broadway Cast)          | - Come from Away (Original Broadway Cast) – Ian Eisendrath, August Eriksmoen, David Hein, David Lai und Irene Sankoff (Produzenten); David Hein und Irene Sankoff (Musicalkompo-nist und -texter) - Hello, Dolly! (2017 Broadway Cast) – Bette Midler (Solist); Steven Epstein (Produzent) |                                                               |
| 2019                 | Etai Benson, Adam Kantor, Katrina Lenk und Ari’el Stachel (Solisten) Dean Sharenow und David Yazbek (Produzenten) David Yazbek (Musicalkomponist und -texter) | Vereinigte Staaten          | The Band’s Visit (Original Broadway Cast)          | - Carousel (2018 Broadway Cast) – Renée Fleming, Alexander Gemignani, Joshua Henry, Lindsay Mendez und Jessie Mueller (Solisten); Steven Epstein (Produzent) - Jesus Christ Superstar Live in Concert (Original Soundtrack of the NBC Television Event) – Sara Bareilles, Alice Cooper, Ben Daniels, Brandon Victor Dixon, Erik Grönwell, Jin Ha, John Legend, Norm Lewis und Jason Tam (Solisten); Harvey Mason Jr. (Produzent) - My Fair Lady (2018 Broadway Cast) – Lauren Ambrose, Norbert Leo Butz und Harry Hadden-Paton (Solisten); Andre Bishop, Van Dean, Hattie K. Jutagir, David Lai, Adam Siegel und Ted Sperling (Produzenten) - Once on This Island (2017 Broadway Cast) – Phillip Boykin, Merle Dandridge, Quentin Earl Darrington, Hailey Kilgore, Kenita R. Miller, Alex Newell, Isaac Cole Powell und Lea Salonga (Solisten); Lynn Ahrens, Hunter Arnold, Ken Davenport, Stephen Flaherty und Elliot Scheiner (Produzenten) |                                                               |
| 2020 26. Januar 2020 | Reeve Carney, André De Shields, Amber Gray, Eva Noblezada und Patrick Page (Solisten) Mara Isaacs, David Lai, Anaïs Mitchell, Todd Sickafoose (Produzenten) Anaïs Mitchell (Musicalkomponistin und -texterin) | Vereinigte Staaten          | Hadestown                                          | - Ain’t Too Proud: The Life and Times of the Temptations von der Original Broadway Cast mit Saint Aubyn, Derrick Baskin, James Harkness, Jawan M. Jackson, Jeremy Pope und Ephraim Sykes (Produzent: Scott M. Riesett) - Moulin Rouge! The Musical von der Original Broadway Cast mit Danny Burstein, Tam Mutu, Sahr Ngaujah, Karen Olivo und Aaron Tveit (Produzenten: Justin Levine, Baz Luhrmann, Matt Stine, Alex Timbers) - The Music of Harry Potter and the Cursed Child – In Four Contemporary Suites von Imogen Heap (Produzentin: Imogen Heap; Musik: Imogen Heap) - Oklahoma! von der 2019 Broadway Cast mit Damon Daunno, Rebecca Naomi Jones, Ali Stroker, Mary Testa und Patrick Vaill (Produzenten: Daniel Kluger, Dean Sharenow; Musik: Richard Rodgers, Text: Oscar Hammerstein II) |                                                               |
| 2021 14. März 2021   | Original Broadway Cast mit Kathryn Gallagher, Celia Rose Gooding, Lauren Patten und Elizabeth Stanley (Solisten) Neal Avron, Pete Ganbarg, Tom Kitt, Michael Parker, Craig Rosen, Vivek J. Tiwary (Produzenten) Glen Ballard, Alanis Morissette (Musik) Alanis Morissette (Text)                                                                        | Kanada / Vereinigte Staaten | Jagged Little Pill                                 | - Amélie von der Original London Cast mit Audrey Brisson, Chris Jared, Caolan McCarthy und Jez Unwin (Produzenten: Barnaby Race, Nathan Tysen; Musik: Daniel Messe; Text: Nathan Tysen, Daniel Messe) - American Utopia on Broadway von der Original Cast mit David Byrne (Produzent, Musik und Text: David Byrne) - Little Shop of Horrors von der New Off-Broadway Cast mit Tammy Blanchard, Jonathan Groff und Tom Alan Robbins (Produzenten: Will Van Dyke, Michael Mayer, Alan Menken, Frank Wolf; Musik: Alan Menken; Text: Howard Ashman) - The Prince of Egypt von der Original Cast mit Christine Allado, Luke Brady, Alexia Khadime und Liam Tamne (Produzenten: Dominick Amendum, Stephen Schwartz; Musik und Text: Stephen Schwartz) - Soft Power von der Original Cast mit Francis Jue, Austin Ku, Alyse Alan Louis und Conrad Ricamora (Produzent: Matt Stine; Musik: Jeanine Tesori; Text: Jeanine Tesori, David Henry Hwang) |                                                               |
| 2022 3. April 2022   | Emily Bear (Produzentin) Abigail Barlow, Emily Bear (Text und Musik) | Vereinigte Staaten          | The Unofficial Bridgerton Musical                  | - Andrew Lloyd Webber’s Cinderella von der Original Album Cast (Produzenten: Andrew Lloyd Webber, Nick Lloyd Webber, Greg Wells; Text und Musik: Andrew Lloyd Webber, David Zippel) - Burt Bacharach and Steven Sater’s Some Lovers von der World Premier Cast (Produzenten: Burt Bacharach, Michael Croiter, Ben Hartman, Steven Sater; Musik: Burt Bacharach; Text: Steven Sater) - Girl from the North Country von der Original Broadway Cast (Produzenten: Simon Hale, Conor McPherson, Dean Sharenow; Text und Musik: Bob Dylan) - Les Misérables: The Staged Concert (The Sensational 2020 Live Recording) von der 2020 Les Misérables Staged Concert Company (Produzenten: Cameron Mackintosh, Lee McCutcheon, Stephen Metcalfe; Musik: Claude-Michel Schönberg; Text: Alain Boublil, John Caird, Herbert Kretzmer, Jean-Marc Natel, Trevor Nunn) - Stephen Schwartz’s Snapshots von der World Premiere Cast (Produzenten: Daniel C. Levine, Michael J. Moritz Jr., Bryan Perri, Stephen Schwartz; Text und Musik: Stephen Schwartz)           |                                                               |
| 2023 5. Februar 2023 | 2022 Broadway Cast mit Sara Bareilles, Brian d’Arcy James, Patina Miller und Phillipa Soo Rob Berman, Sean Patrick Flahaven (Produzenten) Stephen Sondheim (Text und Musik) | Vereinigte Staaten          | Into the Woods (2022 Broadway Cast Recording)      | - Caroline, or Change von der New Broadway Cast mit John Cariani, Sharon D. Clarke, Caissie Levy und Samantha Williams (Produzenten: Van Dean, Nigel Lilley, Lawrence Manchester, Elliot Scheiner, Jeanine Tesori; Musik: Jeanine Tesori; Text: Tony Kushner) - MJ the Musical von der Original Broadway Cast mit Myles Frost und Tavon Olds-Sample (Produzenten: David Holcenberg, Derik Lee, Jason Michael Webb) - Mr. Saturday Night von der Original Broadway Cast mit Shoshana Bean, Billy Crystal, Randy Graff, David Paymer (Produzenten: Jason Robert Brown, Sean Patrick Flahaven, Jeffrey Lesser; Musik: Jason Robert Brown; Text: Amanda Green) - Six: Live on Opening Night von der Original Broadway Cast mit Joe Beighton, Tom Curran, Sam Featherstone, Paul Gatehouse, Toby Marlow und Lucy Moss (Produzenten/Musik/Text: Toby Marlow, Lucy Moss) - A Strange Loop von der Original Broadway Cast mit Jacquel Spivey (Produzenten: Michael Croiter, Michael R. Jackson, Charlie Rosen, Rona Siddiqui; Musik/Text: Michael R. Jackson) |                                                               |
| 2024 4. Februar 2024 | Original Broadway Cast mit Christian Borle, J. Harrison Ghee, Adrianna Hicks und Natasha Yvette Williams Mary-Mitchell Campbell, Bryan Carter, Scott M. Riesett, Charlie Rosen, Marc Shaiman (Produzenten) Marc Shaiman (Musik); Scott Wittman, Marc Shaiman (Text)                                                                                     | Vereinigte Staaten          | Some Like It Hot                                   | - Kimberly Akimbo von der Original Broadway Cast (Produzenten: John Clancy, David Stone, Jeanine Tesori; Musik: Jeanine Tesori; Text: David Lindsay-Abaire) - Parade von der 2023 Broadway Cast mit Micaela Diamond, Alex Joseph Grayson, Jake Pedersen und Ben Platt (Produzenten: Jason Robert Brown, Jeffrey Lesser; Text und Musik: Jason Robert Brown) - Shucked von der Original Broadway Cast (Produzenten: Brandy Clark, Jason Howland, Shane McAnally, Billy Jay Stein; Text und Musik: Brandy Clark, Shane McAnally) - Sweeney Todd: The Demon Barber of Fleet Street von der 2023 Broadway Cast mit Annaleigh Ashford und Josh Groban (Produzenten: Thomas Kail, Alex Lacamoire; Text und Musik: Stephen Sondheim) | J. Harrison Ghee 2023 · Bryan Carter 2023 · Marc Shaiman 2011 |
| 2025 2. Februar 2025 | Shoshana Bean, Brandon Victor Dixon, Kecia Lewis, Meleah Joi Moon und der Original Broadway Cast Adam Blackstone, Alicia Keys, Tom Kitt (Produzenten) Alicia Keys (Text und Musik) | Vereinigte Staaten          | Hell’s Kitchen                                     | - Merrily We Roll Along von Jonathan Groff, Lindsay Mendez, Daniel Radcliffe und der New Broadway Cast (Produzenten: David Caddick, Joel Fram, Maria Friedman, David Lai; Text und Musik: Stephen Sondheim) - The Notebook von John Clancy, Carmel Dean, Kurt Deutsch, Derik Lee, Kevin McCollum, Ingrid Michaelson und der Original Broadway Cast (Produzentin: Ingrid Michaelson; Text und Musik: Ingrid Michaelson) - The Outsiders von Joshua Boone, Brent Comer, Brody Grant, Sky Lakota-Lynch und der Original Broadway Cast (Produzenten: Zach Chance, Jonathan Clay, Matt Hinkley, Justin Levine, Lawrence Manchester; Text und Musik: Zach Chance, Jonathan Clay, Justin Levine) - Suffs von der Original Broadway Cast (Produzenten: Andrea Grody, Dean Sharenow, Shaina Taub; Text und Musik: Shaina Taub) - The Wiz in der 2024 Broadway Cast Recording mit Wayne Brady, Deborah Cox, Nichelle Lewis und Avery Wilson (Produzenten: Joseph Joubert, Allen René Louis, Lawrence Manchester; Text und Musik: Charlie Smalls)                |                                                               |